# Codex Koridethi
Codex Sangallensis designado por Γ ou 038 (Gregory-Aland), ε 050 (von Soden), é um manuscrito uncial grego dos quatro evangelhos, datado pela paleografia para o século IX.

## Descoberta
Lacunas em Evangelho segundo Mateus 1,1–9; 1,21–4,4; 4,17–5,4.
Actualmente acha-se no Centro Nacional Georgiano de Manuscritos (Gr. 28) em Tbilisi.
Contém 249 fólios (29 x 24 cm) dos quatro evangelhos, e foi escrito em duas colunas por página, em 25 linhas por página.

## Texto
O texto grego do Evangelho segundo Marcos é um representante do Texto-tipo Cesariano, e no resto dos Evangelhos do texto Bizantino. Aland colocou-o na Categoria II.